# Pametni TV
Pametni televizor ili pametni TV je TV prijemnik unutar kojeg se nalazi miniračunalo, tipično s ARM procesorom i s operacijskim sustavom najčešće baziranim na Linuxu, te ovisno o internom OS-u, s mogućnošću izvođenja Android programa.

## Povijest
TV uređaji od početka, kad su bili u crno-bijeloj tehnici, do 1980-ih godina su kao izvor signala, odnosno sadržaja tipično rabili signal TV postaja emitiran zrakom, te je u većim gradovima prisutna također kabelska televizija, u SAD-u od 1950-ih, u Hrvatskoj tek od 1980-ih, u Zagrebu npr. u Dugavama.
Krajem 1980-ih šire se kućni video-uređaji, bazirani u početku na Betamax, a kasnije na VHS sustavu. Širokom dostupnošću brzoga interneta, minimum je naime ADSL od 2 Mbps naviše, dolazi internetska televizija, kraće - IPTV. Kako "stari" televizori nisu u sebi imali odgovarajuću tehnologiju, prelaskom s analognog signala na DVBT u trgovinama i poštama prodaju se prijemnici za digitalni televizijski signal, koji takav signal pretvaraju u onaj koji je moguće priključiti na klasični koaksijalni kabel. Isto tako svaki pružatelj internetskih usluga za svoju internetsku televiziju isporučuje korisnicima tzv. STB (set top box), odnosno miniračunalo koje može primati video-signal bilo žive TV ili radio postaje, ili bilo kojeg drugog ranije snimljenog video sadržaja, npr. filma ili TV serije, koji se gledaju na zahtjev.
STB uređaji korisniku tipično uz živi program i sadržaj na zahtjev, nude i uslugu gledanja prošlih emisija, npr. od 24 sata pa sve do tjedan dana unatrag, takva se usluga tipično zove "snimalica".
Osim gledanja video sadržaja kojeg pruža pružatelj interneta, STB može također slati televizoru video sadržaj s USB medija, bilo vanjskih USB diskova ili USB ključeva, a može služiti i kao internetski preglednik.

## Funkcije pametnih TV uređaja
Kako je cijena STB uređaja niska, proizvođači TV prijemnika su shvatili da bi ostali konkurentni moraju svojim kupcima pružiti "pametni televizor"; odnosno uređaj koji može imati neke od sljedećih funkcija, navodimo one najčešće:
- prikazivanje TV programa
- snimanje TV programa na ugrađenu memoriju ili na vanjski USB medij
- internetski preglednik
- YouTube preglednik
- medijski poslužitelj lokalnih video sadržaja

Pametni TV može osim daljinskog upravljača imati također i tipkovnicu, žičnu, tipično USB ili bežičnu, kojom se pametni TV pretvara u računalo kojim se može pregledavati internetske stranice. Uz ugrađeni klijent za e-poštu ili uz web sučelje za e-poštu, korisnik ovakvog pametnog televizora uz pametni telefon u kući moguće ne treba treće računalo, jer su pametni TV i telefon dva namjenska računala koja pokrivaju velik dio potreba prosječnih korisnika računala.